# Oops (Oh My)
Oops (Oh My) är en låt framförd av den amerikanska R&B-sångerskan Tweet, komponerad av Missy Elliot, Timbaland och henne själv till sitt debutalbum Southern Hummingbird (2002). 
Låtens handling cirkulerar kring kvinnlig självsäkerhet och innehar en sensuell karaktär. "Oops (Oh My)" släpptes som den ledande singeln från Tweets debutalbum den 15 januari 2002, i USA och i april samma år i övriga delar av världen. Låten blev en smash-hit som klättrade till en förstaplats på USA:s R&B-lista Hot R&B/Hip-Hop Songs och tog sig även till en sjunde plats på Billboard Hot 100. Låten blev en ytterligare topp-tio hit i Storbritannien och hade topp-fyrtio placeringar på de flesta musiklistorna i Europa. Spåret blir följaktligen sångerskans framgångsrikaste musiksingel hittills i karriären (2011).
En del två av låten vid namn "Sexual Healing (Oops Pt. 2)" spelades in av Missy Elliot men gavs aldrig ut som singel.

## Format och innehållsförteckningar
Storbritannien CD-singel
1. "Oops (Oh My)" (Radio Edit featuring Missy "Misdemeanor" Elliott) – 3:30
2. "Oops (Oh My)" (Amended Version featuring Bubba Sparxxx) – 4:35
3. "Oops (Oh My)" (Amended Version featuring Fabolous) – 4:00
4. "Oops (Oh My)" (Video)

Europeisk CD-singel
1. "Oops (Oh My)" (Radio Edit featuring Missy "Misdemeanor" Elliott) – 3:30
2. "Oops (Oh My)" (Amended Version featuring Bubba Sparxxx) – 4:35

Australiensisk CD-singel
1. "Oops (Oh My)" (Album Version) – 4:01
2. "My Place" (Album Version) – 4:28
3. "Oops (Oh My)" (Amended Version featuring Fabolous) – 4:00
4. "Oops (Oh My)" (Amended Version featuring Bubba Sparxxx) – 4:35

## Listor
| Lista (2002)                                | Topp position |
| ------------------------------------------- | ------------- |
| Australiens singellista                     | 18            |
| Belgiens singellista (Flanders)             | 48            |
| Kanadas Canadian Hot 100                    | 26            |
| Hollands Dutch Top 40                       | 40            |
| Frankrikes singellista                      | 75            |
| Tysklands singellista                       | 23            |
| Nya Zeelands singellista                    | 38            |
| Sveriges singellista                        | 34            |
| Schweiz singellista                         | 36            |
| Storbritanniens UK Singles Chart            | 5             |
| Amerikanska Billboard Hot 100               | 7             |
| Amerikanska Billboard Hot R&B/Hip-Hop Songs | 1             |